# Ceratostylis ramosa
Ceratostylis ramosa är en orkidéart som beskrevs av Oakes Ames och Robert Allen Rolfe. Ceratostylis ramosa ingår i släktet Ceratostylis och familjen orkidéer.
Artens utbredningsområde är Filippinerna. Inga underarter finns listade i Catalogue of Life.